# ورخنه‌یولداشوو
ورخنه‌یولداشوو (انگلیسی: Verkhneyuldashevo) یک شهرک در شهرستان ملئوزوفسکی استان باشقیرستان کشور روسیه است.